# 마벨 리베라
마벨 리베라(Mabel Rivera, 1952년 6월 20일 ~ )는 스페인의 배우이다.

## 출연 작품
- 아토 산 넨 (2018)
- 인에비터블 (2013)
- 조각들 (2012)
- 노인들 (2011)
- 늑대인간 (2011)
- 거츠 (2009)
- 마타하리스 (2007)
- 엘리베이터 (2007)
- 오퍼나지: 비밀의 계단 (2007)
- 고야의 유령 (2006)
- 씨 인사이드 (2004)